# 안드레이 린데
안드레이 드미트리예비치 린데(러시아어: Андре́й Дми́триевич Ли́нде, 영어: Andrei Dmitriyevich Linde, 1948–)는 러시아, 미국 이론물리학자다. 물리우주론의 느리게 구르는(영어: slow-roll) 급팽창 이론과 급팽창 이론에 기반한 다세계(multiverse) 이론을 제창하였고, 이 공로로 2012년에 기초물리학상을 수상하였다.

## 생애
모스크바에서 태어났다. 학사 학위를 모스크바 대학교에서 수여받았고, 박사 학위를 레베데프 물리연구소에서 수여받았다. 1990년에 미국으로 이민하여, 스탠퍼드 대학교에 교수로 취임하였다.
배우자는 유명한 이론물리학자인 레나타 칼로시(러시아어: Рената Эрнестовна Каллош)이다.